# Bezirkskrankenhaus Günzburg
Das Bezirkskrankenhaus Günzburg ist ein Krankenhaus mit den Schwerpunkten Psychiatrie und Neurologie in der großen Kreisstadt Günzburg. Träger sind die Bezirkskliniken Schwaben.

## Geschichte
Das Haus wurde im Jahr 1915 mit zunächst 12 Patienten als Heil- und Pflegeanstalt Günzburg gegründet. 1923 wurde das Haus als Krankenpflegeschule anerkennt.
Während der Zeit des Nationalsozialismus war das Krankenhaus Schauplatz der medizinischen Umsetzung der NS-Rassenhygiene. Mindestens 366 Männer und Frauen wurden ab 1934 durch den Arzt Wilhelm Schlaegel und weitere Mediziner zwangssterilisiert. Im September 1939 wurden erste Patienten aus anderen Pflegeanstalten nach Günzburg verlegt, um von dort aus im Rahmen der „Aktion T4“ in Tötungsanstalten weiterverlegt zu werden. 394 namentlich bekannte Patienten wurden von Günzburg aus zum größten Teil in die Tötungsanstalt Grafeneck, verbracht und dort ermordet. Abseits dieser planmäßigen Ermordung wurden zwischen Frühjahr 1941 und Ende 1943 mindestens 45 Patienten in Günzburg per Injektion, Vernachlässigung oder verhungern lassen getötet. Bei weiteren Patienten liegt wenigstens der Verdacht nahe, dass sie in Günzburg vorsätzlich getötet wurden. Gesühnt wurden die Taten nach Ende des NS-Regimes nicht.
Im Jahr 1976 wurde das Haus von Nervenkrankenhaus in „Bezirkskrankenhaus – Fachkrankenhaus für Psychiatrie, Neurologie und Neurochirurgie – Akademisches Krankenhaus für die Universität Ulm“ umbenannt.
Im Januar 2020 entschied der Günzburger Stadtrat die Zufahrtsstraße zum BKH Günzburg von "Ludwig-Heilmeyer-Straße" in "Lindenallee" umzubenennen. Aufgrund der NS-Vergangenheit des Gründungsrektors Ludwig Heilmeyers. Ausschlaggebend sei hier besonders auch das Verhalten Heilmeyers nach 1945, da er "tatkräftig dabei geholfen hat, Nazis reinzuwaschen."

## Einrichtung
Das Haus umfasst:
- Klinik für Psychiatrie, Psychotherapie und Psychosomatik (312 Betten und 2 teilstationären Plätzen),
- Klinik für Forensische Psychiatrie und Psychotherapie (96 Behandlungsplätze),
- Klinik für Neurochirurgie mit 52 Betten, Klinik für Neurologie und Neurologische Rehabilitation (58 Betten).
- Abteilungen bzw. Sektionen für Neuroanästhesie, Neuropathologie, Neuroradiologie, Periphere Nervenchirurgie und Gerontopsychiatrie sowie Akutgeriatrie